# Джон-Брукс – Варанус-Айленд
Джон-Брукс — Варанус-Айленд — офшорний газопровід в Індійському океані, біля західного узбережжя Австралії.
У 2005 році почалась розробка офшорного газового родовища Джон-Брукс, продукція якого надходить на газопереробний завод на острові Варанус-Айленд. Для цього проклали трубопровід довжиною 55 кілометрів та діаметром 350 мм, який починається в районі з глибиною моря 48 метрів.
У 2023-му стартувала розробка родовища Спартан, розташованого за 17 кілометрів від Джон-Брукс. Видачу газу в межах проєкту організували за допомогою трубопроводу між Спартан та платформою Джон-Брукс, який прокладений на глибинах від 60 до 48 метрів.